# Плен

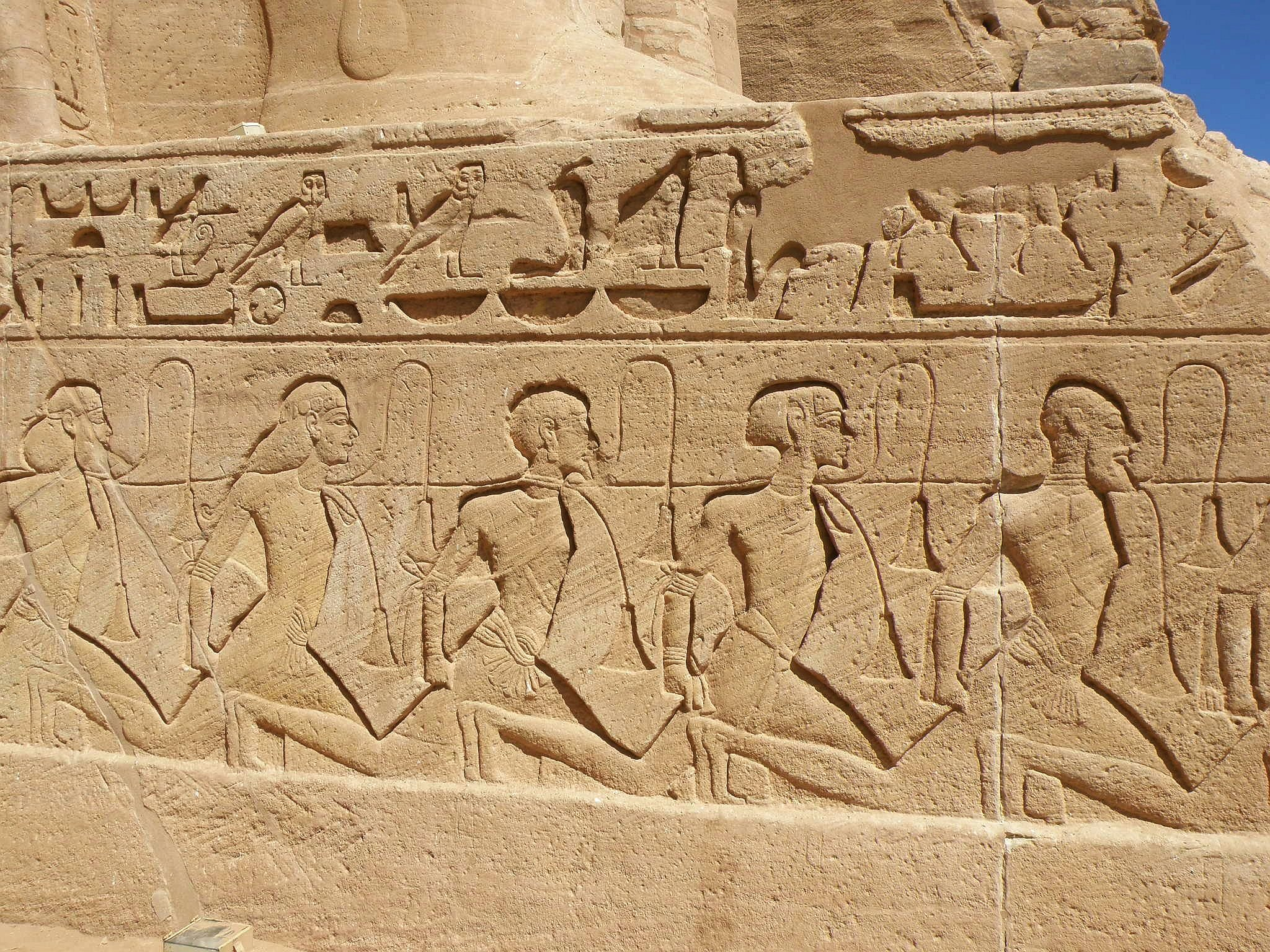
Военнопленные, изображённые на стене Абу-Симбела (Древний Египет), XIV век до н. э.

Плен — ограничение свободы комбатанта и некомбатанта — человека, принимавшего участие в военных (боевых) действиях (военнослужащий), — с целью недопущения его к дальнейшему участию в них. Взятые в плен гражданские именуются пленные (пленники), взятые в плен в ходе боевых действий военнослужащие именуются «военнопленные».
Слово «плен» — церковнославянского происхождения. Ранее в русском языке употребляли однокоренное слово полон.
В английском языке существует выражение «no quarter», означающее «пленных не брать».

## Древний мир
В древности пленных порабощали, принудительно переселяли или убивали. В американских государствах доколумбовой эпохи пленных зачастую было принято приносить в жертву богам или попросту убивать. В древнеегипетских и древнегреческих источниках пленные вражеские солдаты именуются «живыми мёртвыми». Столетиями в плен угоняли не только вооружённых воинов, но и простых жителей, тем более что чёткая грань между воином и мирным жителем зачастую отсутствовала. Женщины и дети могли рассматриваться как военная добыча. Известна практика древнеегипетских правителей воспитывать детей монархов подчинённых государств и территорий при египетском дворе.

## Феодализм

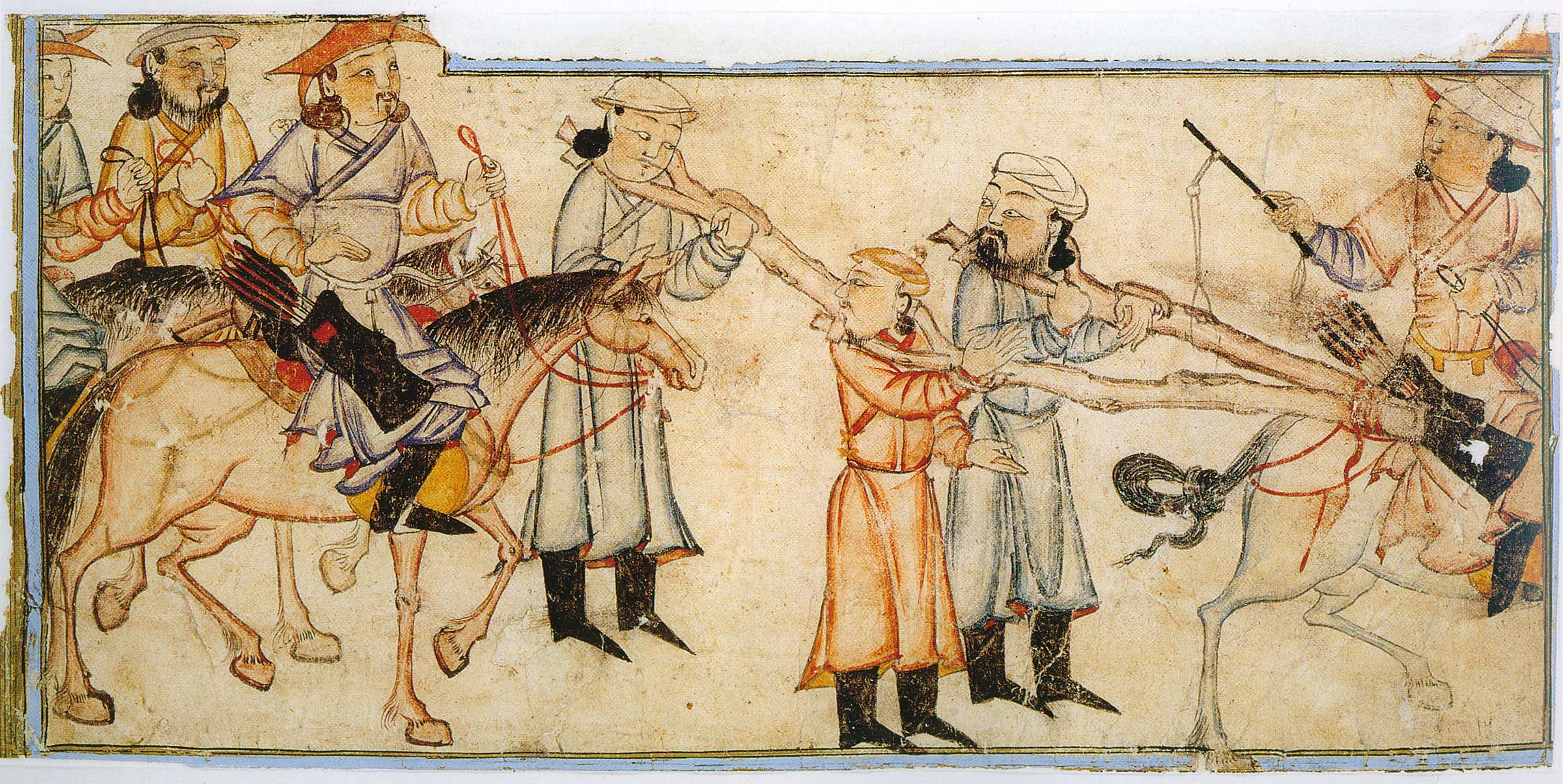
Монгольские пленные. Иллюстрация из Джами ат-таварих, XIV век

Попавший в плен член привилегированного сословия в эпоху феодализма представлял существенную ценность — за него можно было получить выкуп. Наиболее интересной является история освобождения Иоанна II, для освобождения которого из английского плена во Франции был впервые отчеканен франк.
В эпоху средневековья выкупались различные военачальники и правители, попадавшие в плен (например, московский князь Василий II Тёмный).

## Конец XVII — начало XIX века
Практика выкупа пленных стала менее популярной после окончания Тридцатилетней войны, но окончательно она прекратилась она только в XVIII веке. Теперь стал обычным обмен пленными по окончании войны. Военнопленных также могли переманивать в армию победителя.
Русско-турецкие войны отличались большой ожесточённостью, часто турок в плен не брали. Так, в приказе А. В. Суворова от 21 декабря 1787 года сказано: «При победе 1 октября пленным едва только был соблюден один неверный и хотя многие сдавались, но немилосердно убиваемы были; неминуемы они для ежеминутного в продолжении действия о неприятеле расспроса и тем к препобеждению вящего успеха; коль паче чиновники для политической пользы и после сражения, когда сдающиеся или просящие аман немилосердно убиваемы. Зрящие то басурманы разъяряются, впадают в отчаяние и наносят явный вред нашим войскам». Что касается тех турок, которые попадали в плен, то вплоть до конца XVIII столетия в России существовало разделение военнопленных на «государственных» и «партикулярных» (находящихся во власти частных лиц). «Партикулярные» пленные формально передавались «во услужение», а фактически продавались, подобно крепостным. При заключении мира они должны были быть возвращены на родину, однако значительная их часть в более или менее добровольном порядке переходили в православие, что было тождественно принятию ими российского подданства и делало невозможной их репатриацию. Хуже всего приходилось не пленным, купленным частными владельцами, так как хозяева о них обычно всё же как-то заботились, а тем, что попадали на «государевы работы». Так, пленные татары и турки, захваченные во время походов Селим-Гирея в конце 1670-х годов, использовались на работах в Шлиссельбургской крепости и четверть века спустя. В письме от 15 мая 1703 года Ф. А. Головина Б. П. Шереметеву про них сказано так: «…А ныне им того нашего великого государя жалованья бурмистры не дают, и не выдано им на апрель и на май месяцы, от чего многие помирают».
В конце XVIII — начале XIX века в Европе пленных неприятельских солдат могли содержать в крепостях, иногда их держали в плавучих тюрьмах. В 1797—1815 годах пленные французы в Великобритании содержались, в частности, в барачном лагере возле Питерборо. После сражений противники нередко обменивались списками пленных, а через парламентеров им часто можно было передать письма и деньги. Часто происходили обмены военнопленными ещё до окончания войны. Пленных (особенно офицеров) могли также освободить «под честное слово» — под обязательство не принимать участие в войне до её окончания.
Однако во время Отечественной войны 1812 года русских пленных, которых вела с собой отступающая армия Наполеона, убивали, если они не могли идти дальше. Что касается пленных наполеоновской армии, попавших в русский плен во время этой войны, то их партиями по две-три тысячи человек отправляли вглубь России, при этом по дороге многие умирали от голода и холода. Пленных направляли в Астраханскую, Вятскую, Пермскую, Оренбургскую и Саратовскую губернии. Им выдавали деньги «на прокорм»: три рубля в день генералам, по полтора — полковникам и подполковникам, рубль — майорам, 50 копеек — офицерам в более низких чинах, а нижним чинам — по 5 копеек на день. Военнопленных поляков 22 октября 1812 года было приказано отделять от других пленных и отправлять для службы в русской армии на Кавказе. Зимой 1812/1813 годов в освобожденной от французов Москве пленные расчищали улицы, закапывали трупы, потом они стали устраиваться на разные поденные работы. В Ярославской, Костромской, Вологодской, Пермской, Вятской губерниях пленных приписывали для работы к казённым заводам. С 1814 года пленные французы могли становиться гувернёрами, садовниками, поварами. После победы над Наполеоном пленным позволили вернуться на родину, но многие предпочли остаться в России — в 1837 году только в Москве и Московской губернии жили 3229 бывших пленных французов.

## Новейшее время

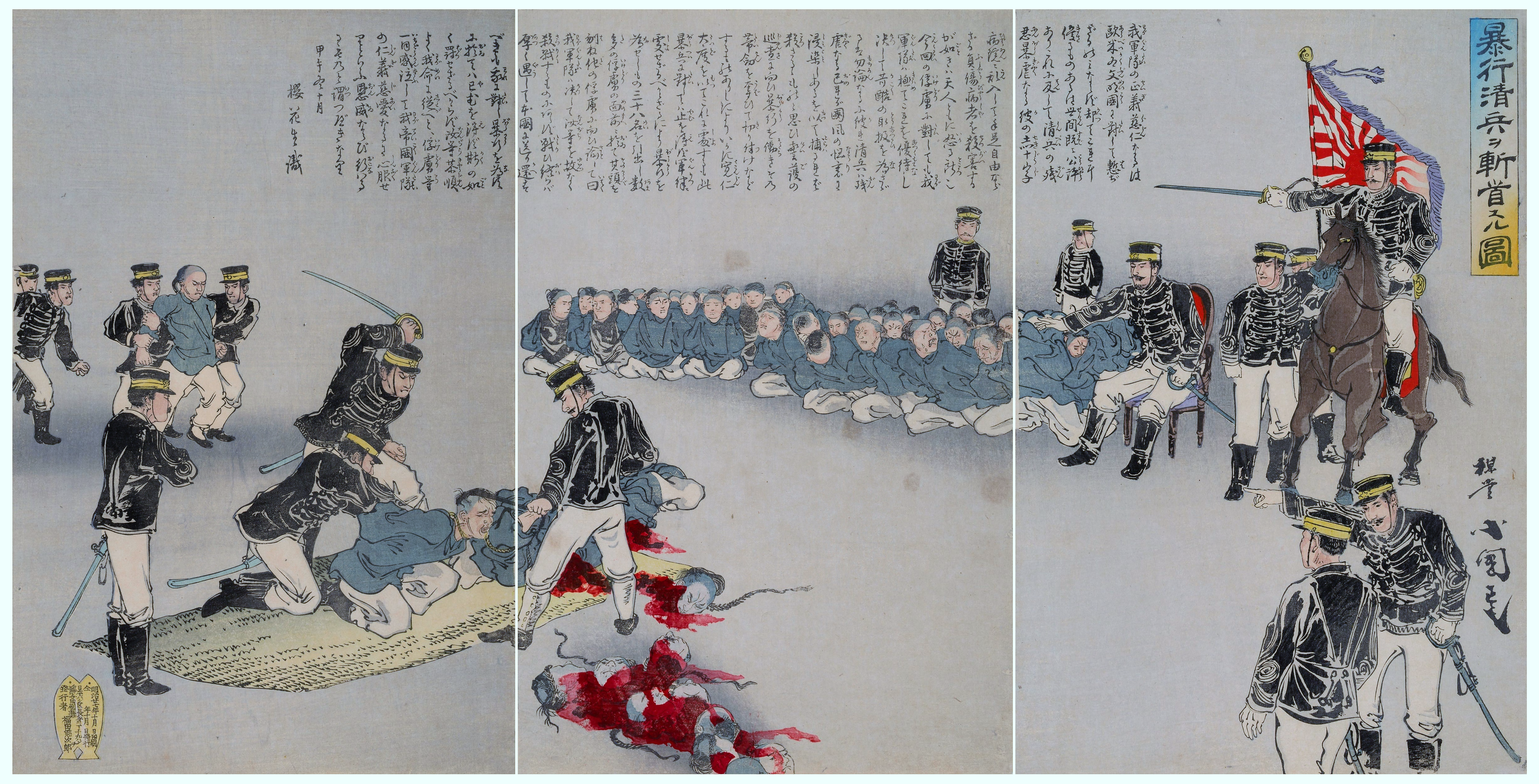
Японская иллюстрация обезглавливания китайских пленных. Японо-китайская война (1894—1895)

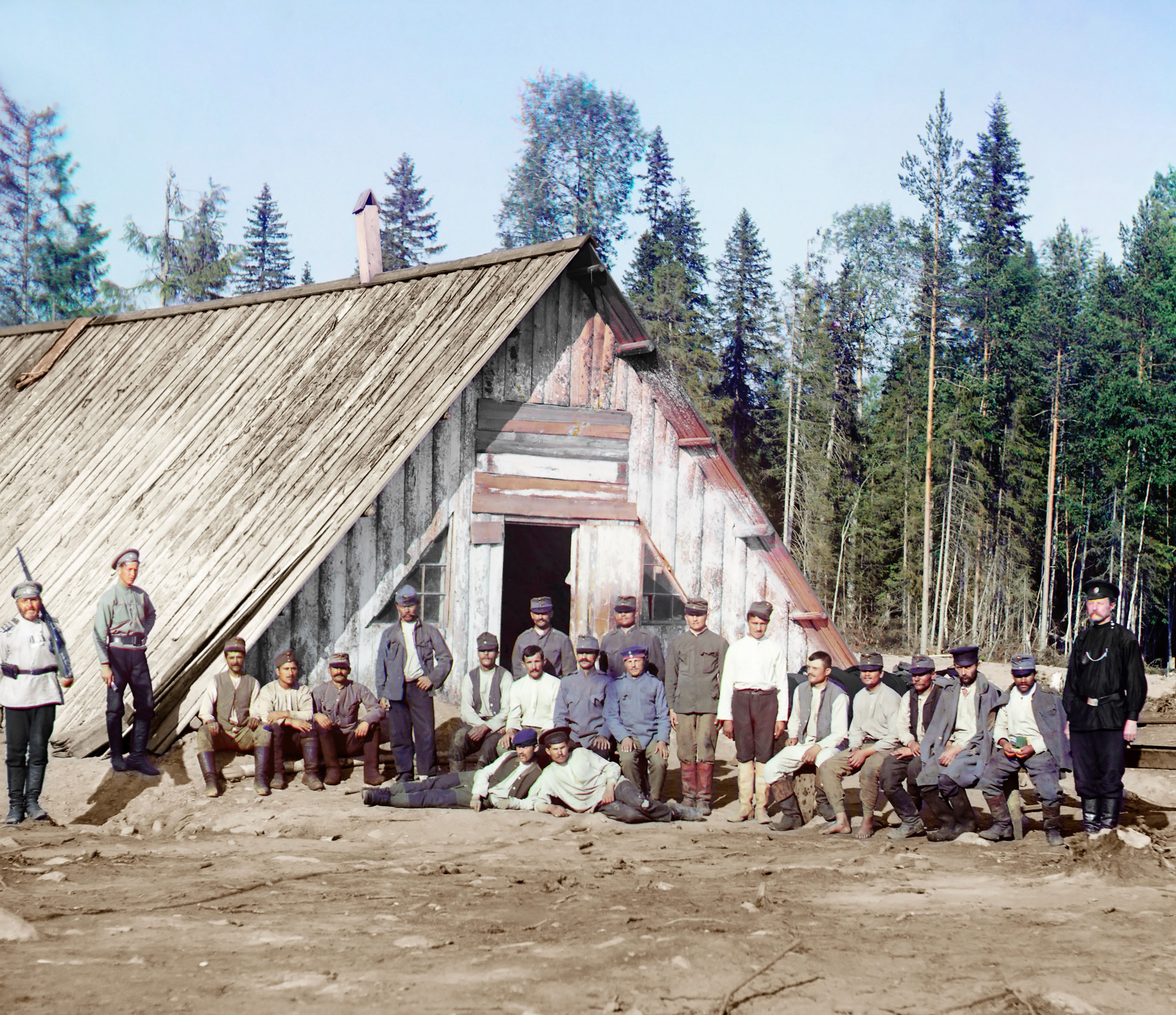
Военнопленные австро-венгерской армии в России, 1916 год. Фото: С. М. Прокудин-Горский

Согласно современному международному гуманитарному праву, право брать в плен принадлежит исключительно государству в лице его военных органов; частные лица никого на войне брать в плен не могут.
Объектом плена могут быть только лица, фактически принимавшие участие в военных действиях. Поэтому ему не подлежат:
- мирные неприятельские подданные;
- корреспонденты, находящиеся при вооружённых силах;
- согласно Гаагским конвенциям — личный состав госпиталей и военных лазаретов, а равно священнослужители.

С другой стороны, только открытое и законное участие в военных действиях создаёт право на плен: шпионы, проводники-предатели и т. п. в случае захвата не имеют права на статус военнопленного. Также этого статуса лишены наёмники.
Юридическое положение военнопленных обусловливается тремя признаками:
1. они не преступники;
2. они враги, сохраняющие своё подданство;
3. они военные.

Они имеют поэтому право на безболезненный допрос, обращение и содержание, соответствующие тому положению, которое они занимали в своих вооружённых силах; принуждение их к участию в военных действиях против их отечества в какой бы то ни было форме недопустимо. В случае побега и последующей затем поимки они не могут быть подвергнуты наказанию. Они подчиняются военной дисциплине и подсудны военному суду (по российским законам — до передачи в ведение гражданского начальства).
Обращение с военнопленными регулируется Третьей Женевской конвенцией 1949 года. Международный Комитет Красного Креста посещает военнопленных и следит за условиями содержания и обращения с ними.
Состояние плена устанавливается моментом захвата, прекращается — заключением мира или обменом пленных. Хотя заключение мира есть общее и безусловное основание для освобождения всех пленных, но, по разным причинам, допускаются исключения: пленные освобождаются отдельными партиями, или освобождение обусловливается обязательством отправить их для дальнейшей службы в известную местность. Например, Германия после войны 1870 года потребовала, чтобы из числа пленных, срок военной службы которых ещё не истёк, 20 тысяч немедленно отправлены в Алжир, а остальные были бы размещены за рекой Луарой. Военнопленные немецких вооружённых сил и их сателлитов, оказавшиеся на территории СССР в результате Второй мировой войны, не изменили свой статус после подписания капитуляции Германией.
За время Великой Отечественной войны ВС СССР пленили, согласно учётным документам, 3 млн. 576 тыс. военнослужащих немецких вооружённых сил и 800 тысяч военнослужащих стран-союзниц (сателлитов) Германии. Умерло в плену почти 580 тысяч военнослужащих, а 3 млн. 572 тыс. вернулось.
Из Германии в 1945 было репатриировано 227 тыс. советских военнопленных.

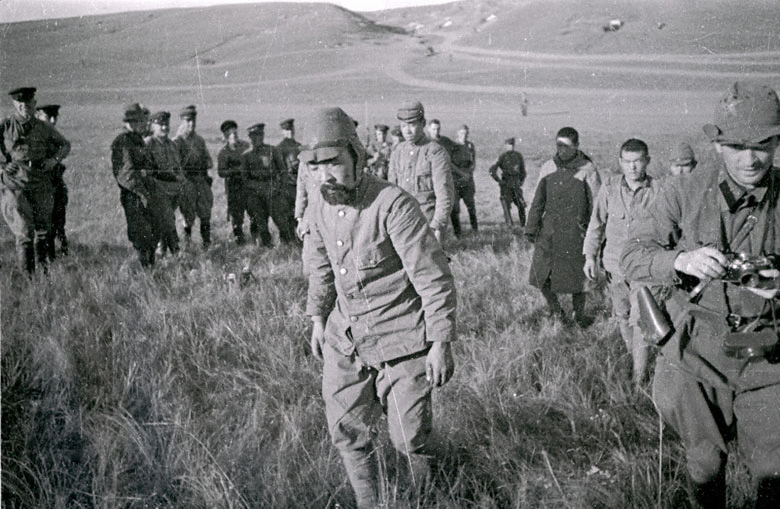
Пленные японские солдаты. Халхин-Гол, 1939 год
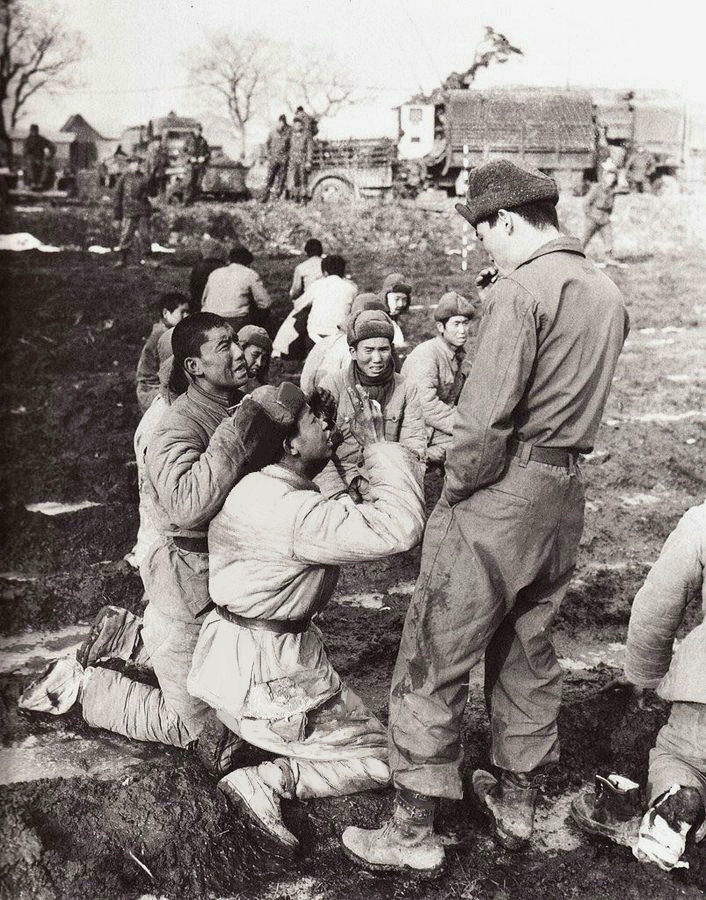
Китайские военнопленные стоят на коленях перед южнокорейским солдатом, 1951 год. Корейская война
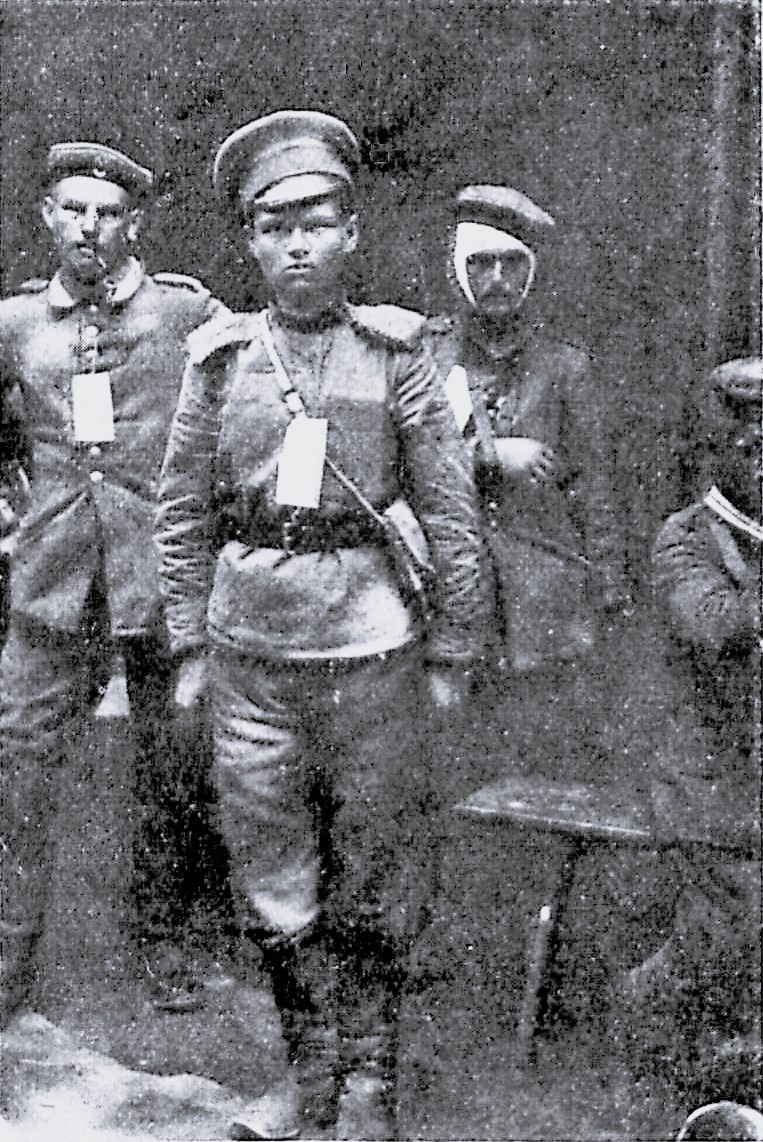
Русские солдаты в немецком плену, 1915 год
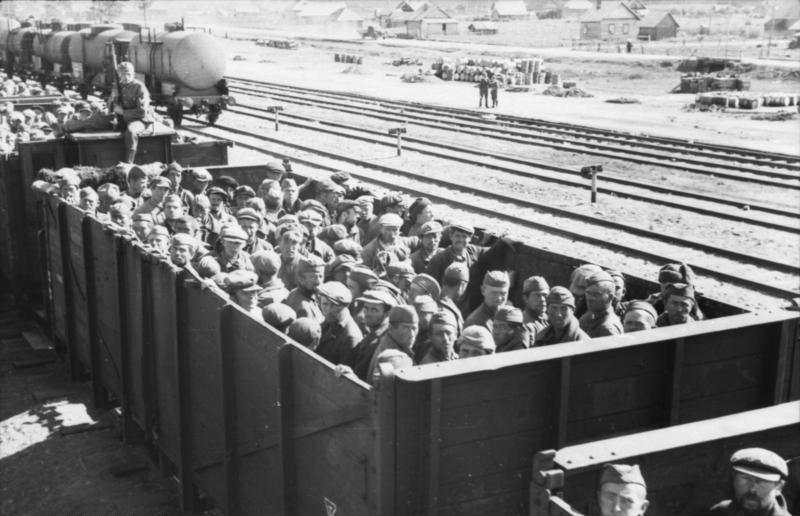
Перевозка немцами советских военнопленных, 1941 год
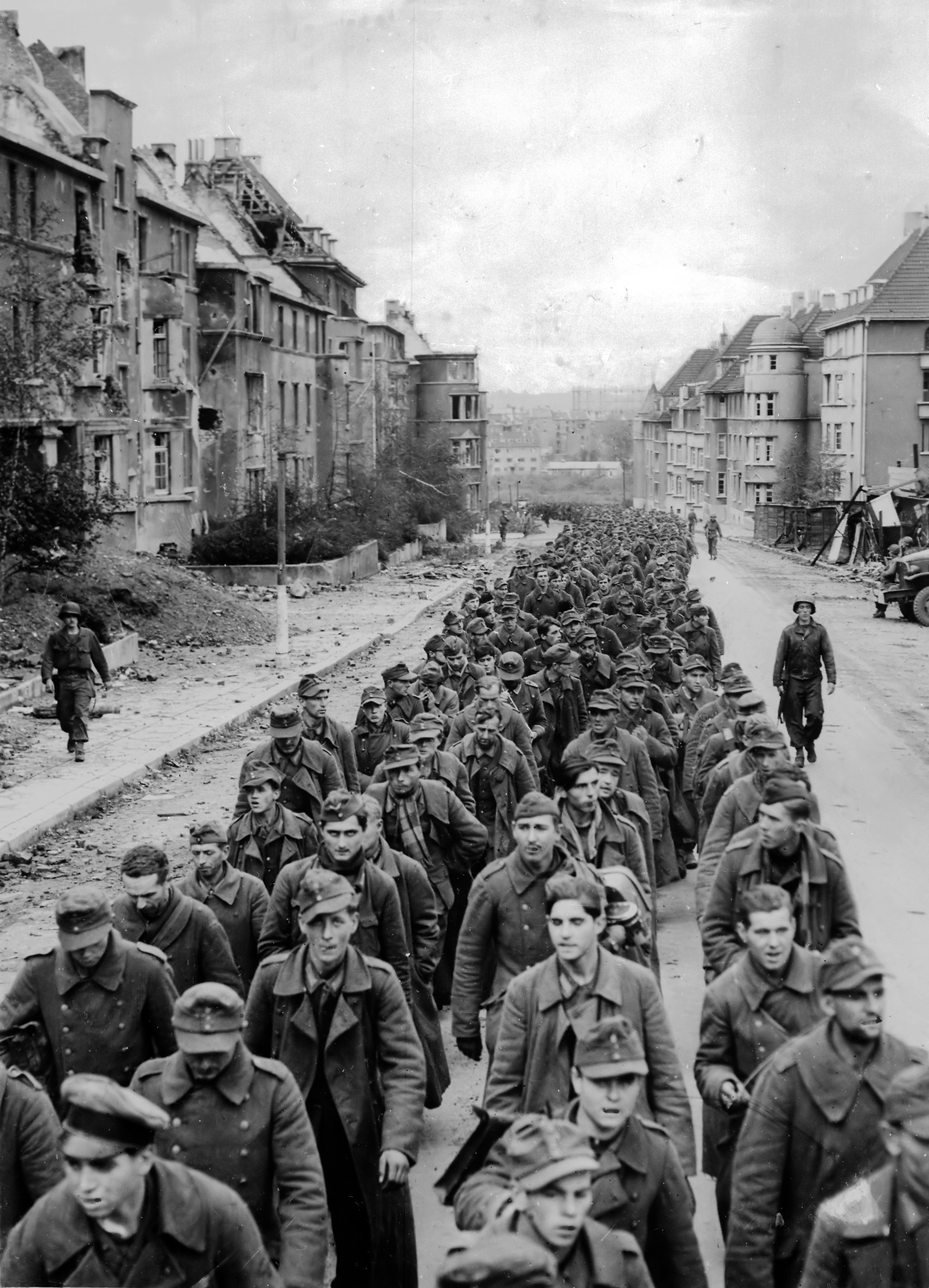
Немецкие военнопленные. Руины Ахена, октябрь 1944
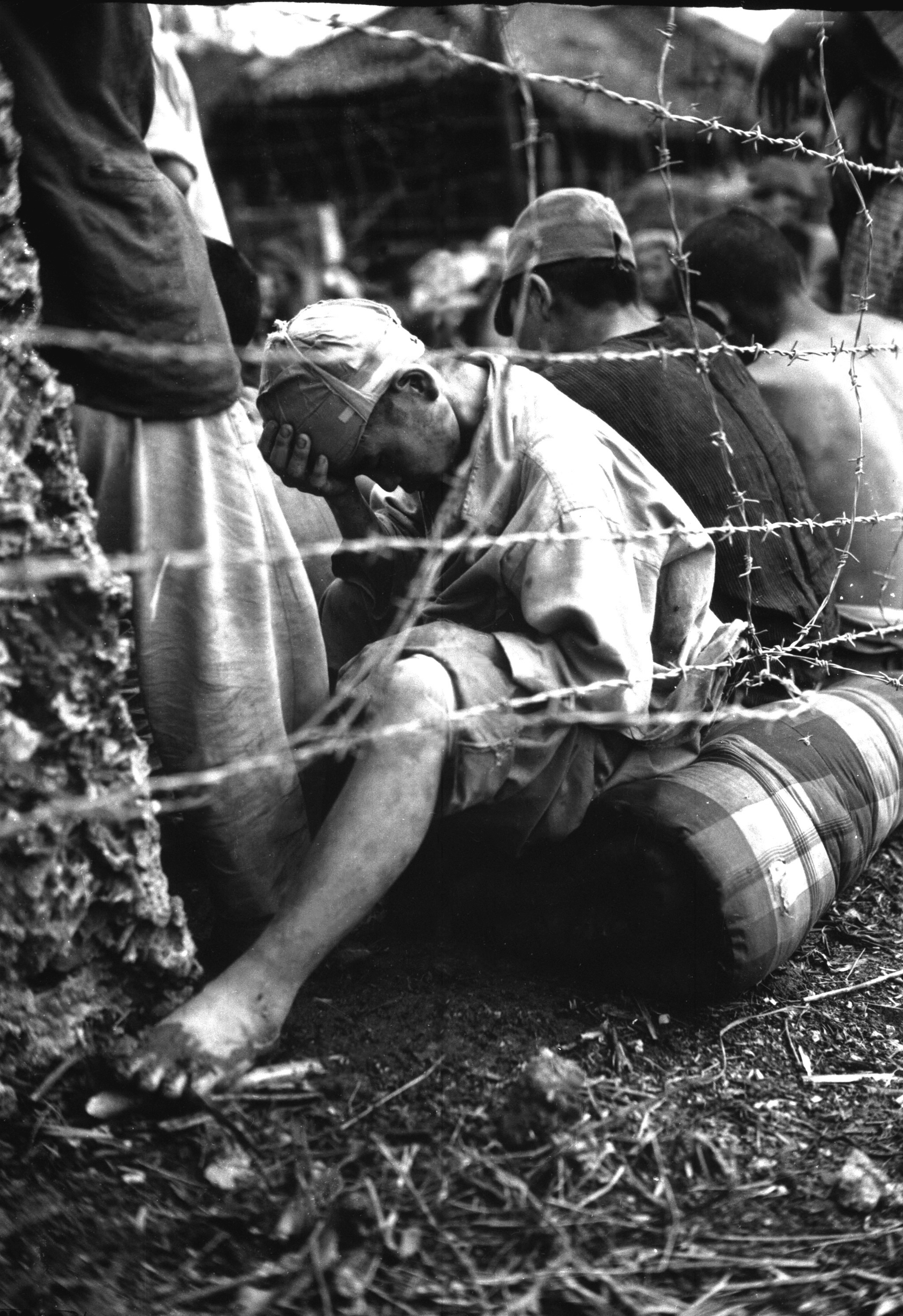
Японские пленные после битвы за Окинаву, 1945
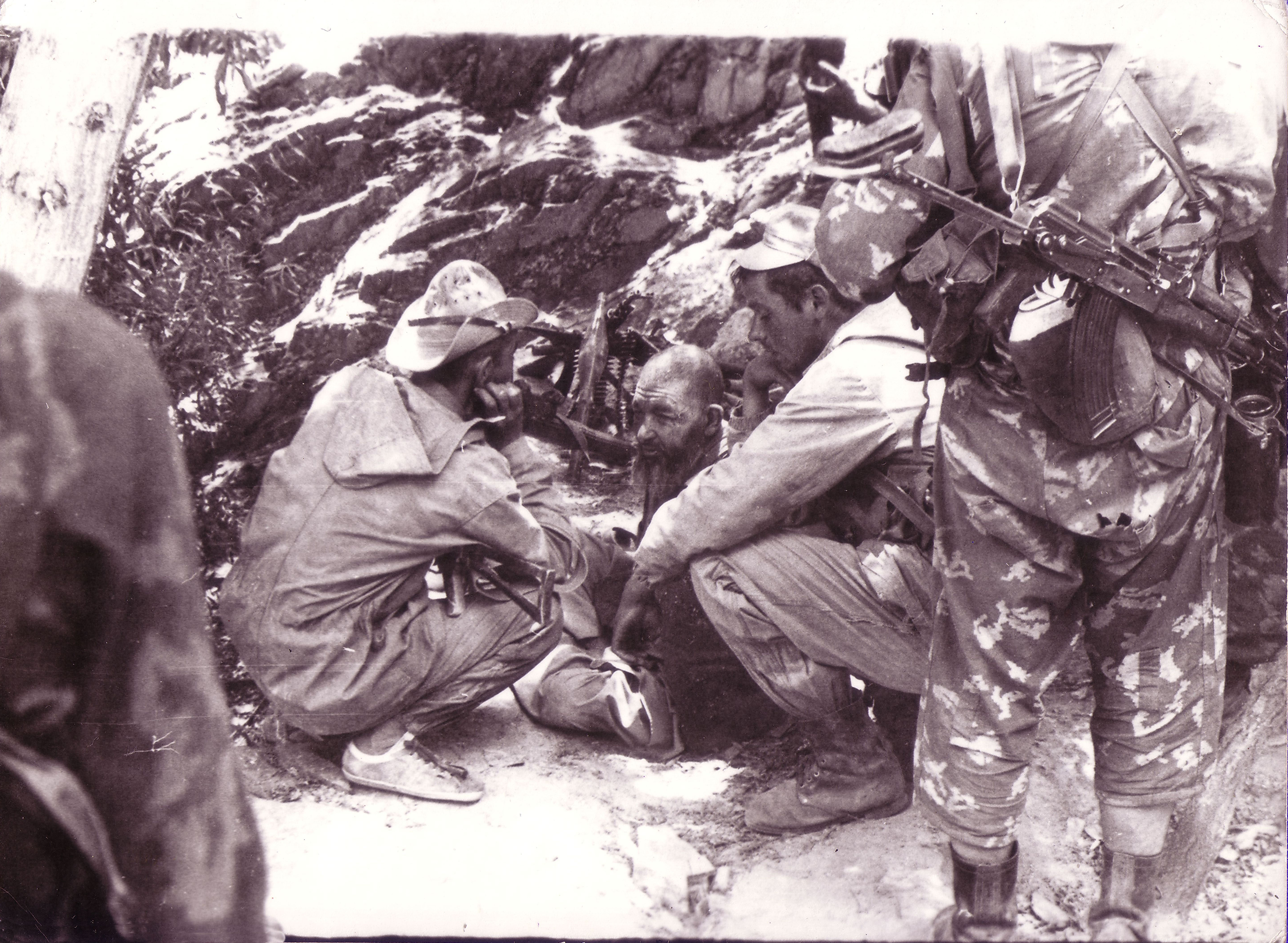
Пленный моджахед, 1987 год. Афганистан

## В культуре
Обстоятельства плена многократно изображались в произведениях изобразительного характера, кинофильмах, литературы.